# Cratere Gassendi

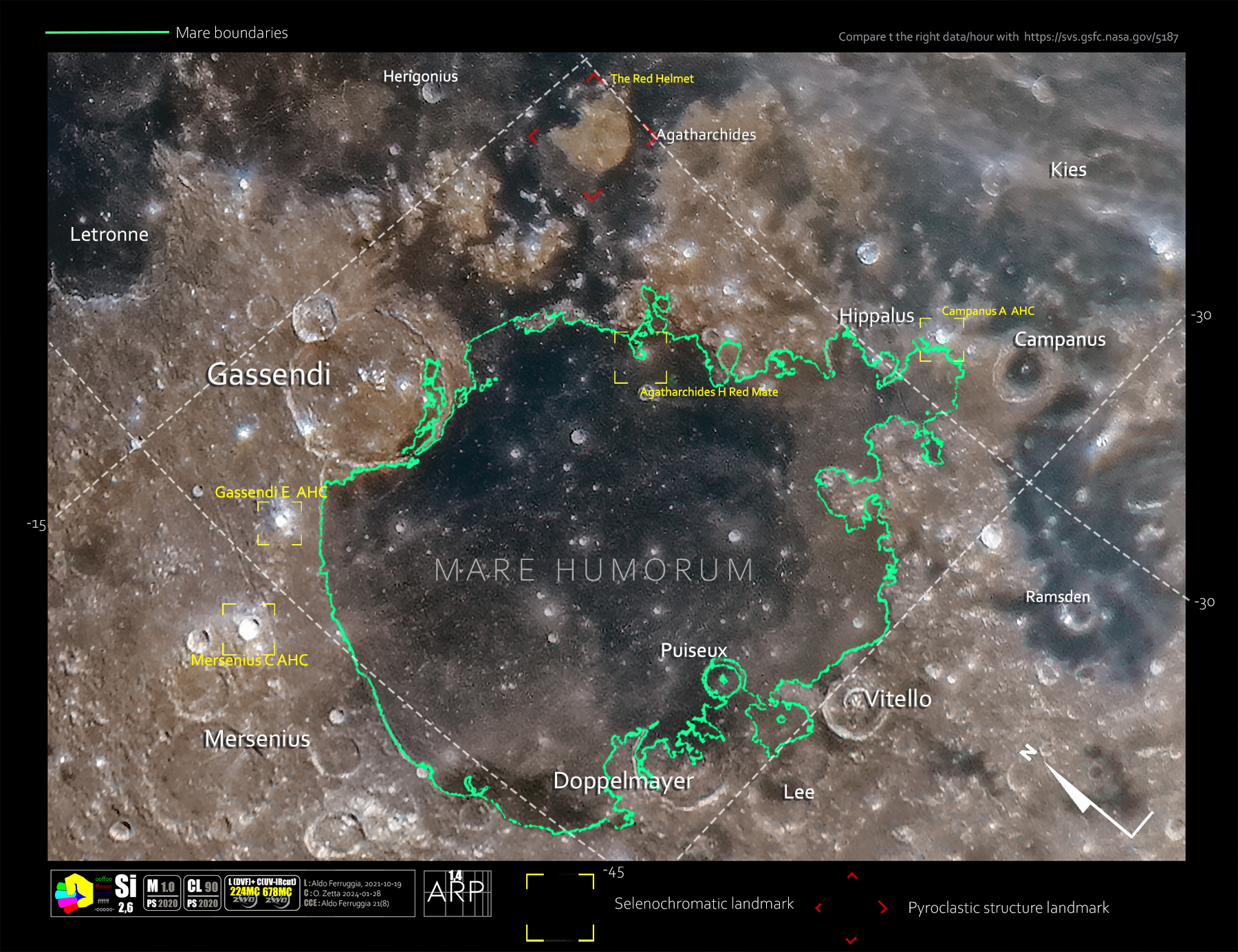
Gassendi in un'immagine selenocromatica (Si) dell'area di Mare Humorum in Proiezione Rettificata Alterata (ARP); l'immagine contiene alcuni reperi selenocromatici

Gassendi è un grande cratere lunare di 111,39 km situato nella parte sud-occidentale della faccia visibile della Luna, vicino a bordo settentrionale del Mare Humorum.

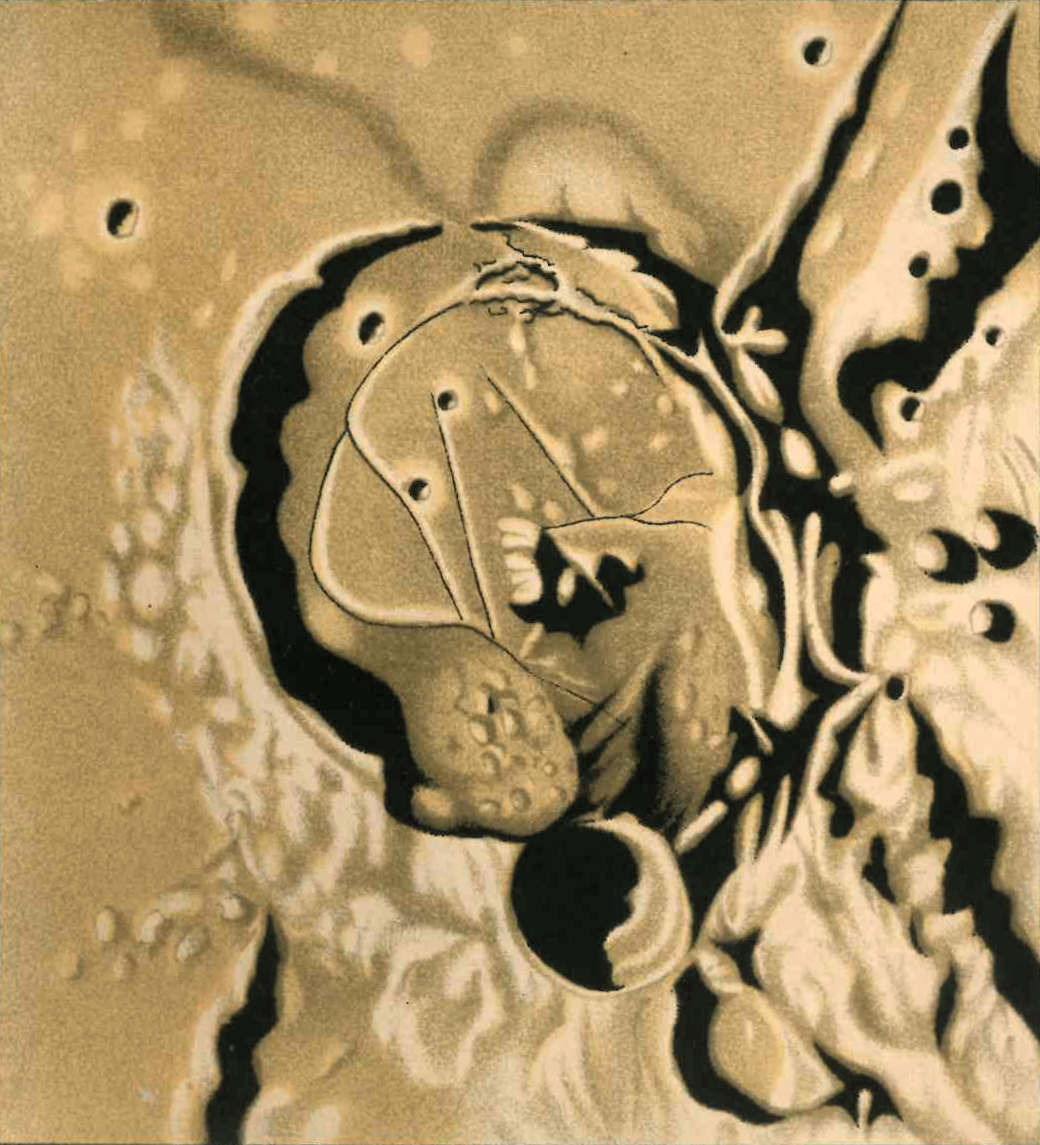
Disegno del cratere tratto dall'Atlante astronomico di Giovanni Celoria del 1890.

Questa formazione è stata inondata dalla lava durante la formazione del mare lunare, quindi di essa è visibile solo il bordo e qualche picco interno. Il bordo esterno è eroso e consumato, anche se è di forma circolare. Lungo il bordo a nord è presente un cratere minore di nome 'Gassendi A' e si unisce ad un sollevamento del terreno nella parte a nordovest del fondo.
Nella parte meridionale del fondo è presente una struttura di tipo dorsum concentrica con il bordo esterno. Il bordo varia in altezza in modo considerevole passando da 200 metri a 2,5 km. Il fondo ha diverse formazioni collinose ed è solcato dalla Rimae Gassendi.
Il cratere è dedicato all'astronomo e matematico francese Pierre Gassendi.

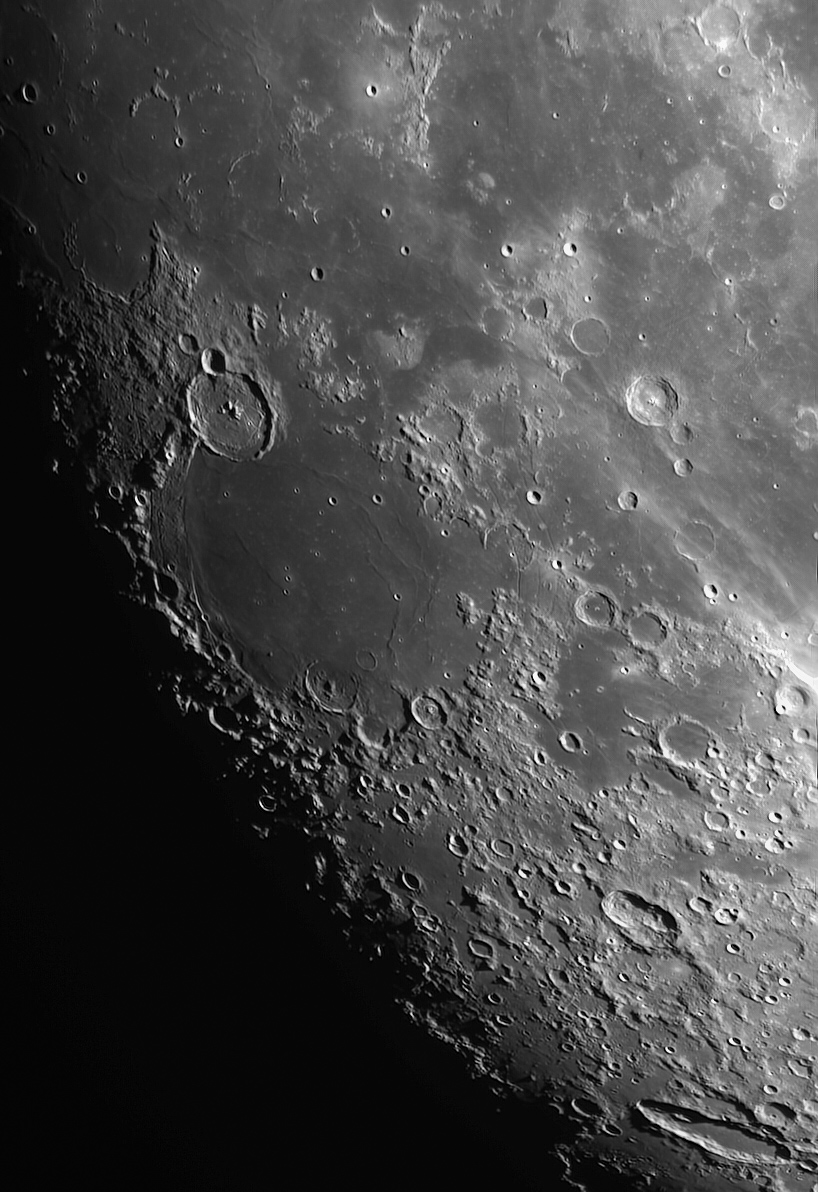
Cratere Gassendi, fotografato da un telescopio amatoriale.

All'epoca del programma Apollo Gassendi fu considerato tra i possibili siti di atterraggio e fu per questo ampiamente fotografato dal Lunar Orbiter 5 e dalla missione Apollo 16: tuttavia non venne mai effettivamente utilizzato a tale scopo. 

## Crateri correlati
Alcuni crateri minori situati in prossimità di Gassendi sono convenzionalmente identificati, sulle mappe lunari, attraverso una lettera associata al nome.
| Gassendi | Coordinate            | Diametro (in km) |
| -------- | --------------------- | ---------------- |
| A        | 15°33′S 39°48′W       | 32,22            |
| B        | 14°39′36″S 40°38′24″W | 24,66            |
| E        | 18°27′00″S 43°37′48″W | 7,14             |
| F        | 15°01′48″S 45°01′12″W | 7,79             |
| G        | 16°45′00″S 44°40′12″W | 7,35             |
| J        | 21°37′12″S 37°06′00″W | 9,11             |
| K        | 18°46′48″S 43°44′24″W | 5,62             |
| L        | 20°23′24″S 41°47′24″W | 5,32             |
| M        | 18°36′36″S 39°09′00″W | 3,07             |
| N        | 18°04′12″S 39°19′12″W | 3,74             |
| O        | 21°57′36″S 35°07′48″W | 10,34            |
| P        | 17°17′24″S 40°45′00″W | 2,34             |
| R        | 21°56′24″S 37°51′00″W | 4,28             |
| T        | 19°03′00″S 35°26′24″W | 9,53             |
| W        | 17°39′36″S 43°43′48″W | 6,36             |
| Y        | 20°54′36″S 38°30′36″W | 5                |

In alcune mappe più antiche il cratere 'Gassendi A' viene indicato con il nome di 'Clarkson', in onore all'astronomo amatoriale e selenografo inglese Roland L. T. Clarkson, ma questo nome non è riconosciuto ufficialmente dalla IAU.